# Scrobifera
Scrobifera is een geslacht van slakken uit de  familie van de Clausiliidae.

## Soorten
De volgende soorten zijn bij het geslacht ingedeeld:
- Scrobifera taurica (L. Pfeiffer, 1848)

### Synoniemen
- Scrobifera (Plistoptychia) Lindholm, 1924 => Galeata O. Boettger, 1877